# Municipio de Lebanon (Ohio)
El municipio de Lebanon (en inglés: Lebanon Township) es un municipio ubicado en el condado de Meigs en el estado estadounidense de Ohio. En el año 2010 tenía una población de 967 habitantes y una densidad poblacional de 10,23 personas por km².

## Geografía
El municipio de Lebanon se encuentra ubicado en las coordenadas 38°59′36″N 81°48′55″O / 38.99333, -81.81528. Según la Oficina del Censo de los Estados Unidos, el municipio tiene una superficie total de 94.5 km², de la cual 92,79 km² corresponden a tierra firme y (1,81 %) 1,71 km² es agua.

## Demografía
Según el censo de 2010, había 967 personas residiendo en el municipio de Lebanon. La densidad de población era de 10,23 hab./km². De los 967 habitantes, el municipio de Lebanon estaba compuesto por el 98,55 % blancos, el 0,52 % eran afroamericanos, el 0,21 % eran amerindios, el 0,21 % eran de otras razas y el 0,52 % eran de una mezcla de razas. Del total de la población el 0,31 % eran hispanos o latinos de cualquier raza.